# Ґрін-Ґленс-Арена
Ґрін-Ґленс-Арена (англ. Green Glens Arena) — громадсько-розважальний комплекс, розташований у ірландському місті Мілстріт, у графстві Корк. Площа зовнішньої території становить 0,2 км2 і використовується для змагань з кінного спорту, крита арена має розміри 80×40 метрів і місткість 8 тисяч осіб.
До будівництва Ґрін-Ґленс-Арени на цьому місці було пасовище. Комплекс зведено 1993 року спеціально до музичного конкурсу «Євробачення», право на який Ірландія виграла за рік до цього. 1995 року на арені відбувся поєдинок за звання чемпіона світу з боксу в середній вазі WBO між британцем Крісом Юбенком і ірландцем Стівом Коллінзом, у якому Коллінз здобув перемогу.
Нині на Ґрін-Ґленс-Арені щорічно проводяться Міжнародні змагання з кінного спорту, а також працює навчально-розважальний центр для любителів верхової їзди.